# Хоенлое
 Тази статия е за благородническия род.  За окръга в Германия вижте Хоенлое (окръг).  
Хоенлое (на немски: Hohenlohe) е франкски благороднически род от висшата аристокрация. Господарите на равнината Хоенлое са издигнати в имперски графове през 1450 г., от средата на XVIII век територията става княжество и владетелите имперски принцове.

## Членове на фамилията
- Хайнрих фон Хоенлое, XIII век Велик магистър на Тевтонския орден
- Готфрид фон Хоенлое, XIV век Велик магистър на Тевтонския орден
- Фридрих Лудвиг фон Хоенлое-Ингелфинген (1746 – 1818), пруски генерал
- Фридрих Карл Вилхелм фон Хоенлое-Ингелфинген (1752 – 1815), имперски фелдмаршал-лейтенант
- Лудвиг фон Хохенлохе-Валденбург-Бартенщайн (1765 – 1829), маршал и пер на Франция
- Александър фон Хоенлохе-Валденбург-Шилингсфюрст (1794 – 1849), духовник
- Крафт фон Хоенлое-Ингелфинген (1827 – 1892), пруски генерал и писател
- Хлодвиг фон Хоенлое-Шилингсфюрст (1819 – 1901), президент на Прусия
- Густав Адолф фон Хоенлое (1823 – 1896), римско католически кардинал
- Август фон Хоенлое-Йоринген (1784 – 1853), генерал
- Крафт, княз от Хоенлое-Йоринген (1933 – )